# Exuperancio (abad)
Exuperancio, venerado en la Iglesia católica como san Exuperancio abad, fue un legendario monje benedictino de origen italiano cuya muy escasamente conocida labor evangelizadora por España suele vincularse (al menos, en sus últimos años) a la fundación de la ermita medieval de San Miguel de los Fresnos, cuyas ruinas se ubican al noreste del casco urbano de Fregenal de la Sierra –provincia de Badajoz–, en el que, según el texto de una supuesta lápida encontrada en sus inmediaciones, falleció SUB KAL VI JUNIAS. ERA D. CXVI, lo que correspondería al 26 de mayo del 578, a los 88 años de edad, aproximadamente:

| EXUPERANTIUS FAMULUS DEI VIXIT ANNOS PLUS MINUS LXXXVIII. REQUIEVIT IN PACE SUB KAL VI JUNIAS. ERA D. CXVI.[2][3][4][5] | EXUPERANCIO SIERVO DE DIOS VIVIÓ MÁS O MENOS 88 AÑOS. DESCANSÓ EN PAZ EL DÍA SEXTO ANTES DE LAS CALENDAS DE JUNIO. ERA 616.[6] |

En cuanto a las representaciones artísticas que se conocen del religioso, cabe resaltar la existencia de un retrato al óleo sobre lienzo conservado en la hospedería del santuario de la Virgen de los Remedios de la localidad, bajo el que aparece una cartela con la siguiente inscripción:

SAN EXUPERANCIO ABAD Y FUNDADOR DEL MONASTERIO DE SAN BENITO DE FREGENAL.

## Hemerografía
- Berrocal Rangel, Luis; Caso Amador, Rafael (1991). «El conjunto monacal visigodo de San Miguel de los Fresnos (Fregenal de la Sierra, Badajoz) – estudio preliminar». Cuadernos de Prehistoria y Arqueología (18): 299-317. ISSN 0211-1608.